# The Siren (canción)
«The Siren» es el cuarto sencillo del disco Once, de la banda finlandesa Nightwish. La canción es una obra mística plagada de tintes zíngaros en la que Tarja Turunen y Marco Hietala unen sus voces a la perfección.
Fue compuesta por el teclista y líder de la formación Tuomas Holopainen e interpretada junto a la London Session Orchestra, usando además una variedad de instrumentos exóticos como el violín eléctrico y el sitar.

## Canciones

### Versión Spinefarm Records
1. «The Siren» (versión editada)
2. «The Siren» (versión del álbum)
3. «The Siren» (en vivo)
4. «Kuolema tekee taiteilijan» (en vivo)

### Versión Nuclear Blast Records
1. «The Siren» (versión editada)
2. «The Siren» (versión del álbum)
3. «The Siren» (en vivo)
4. «Symphony of Destruction» (cover de Megadeth en vivo)
5. «Kuolema tekee taiteilijan» (en vivo)

- Datos: Q2083660